# Boris Ivanovič Orlovskij
Boris Ivanovič Orlovskij, pseudonimo di Boris Ivanovič Smirnov (in russo Бори́с Ива́нович Орло́вский?; 1791 – San Pietroburgo, 28 dicembre 1837), è stato uno scultore russo.

## Biografia
Figlio di contadini servi della gleba, Orlovskij iniziò a lavorare come marmista, fino a quando ottenne l'affrancamento da parte del suo padrone.
La svolta della sua vita avvenne grazie alla conoscenza dello scultore Ivan Petrovič Martos, che riconobbe le doti artistiche di Orlovskij e lo iscrisse all'Accademia russa di belle arti di San Pietroburgo.
Orlovskij studiò all'Accademia, dal 1822, e dopo aver regalato un suo busto di Alessandro I all'imperatrice, venne inviato a Roma per perfezionarsi (1823-1829) sotto la guida di Bertel Thorvaldsen, dal quale ricevette influenze classiciste e realizzò opere quali Paride, Satiro, Satiro con baccante.
Una volta rientrato in Russia, Orlovskij fu nominato accademico nel 1831 per il gruppo Jan Usmar, ed eseguì lavori basati su tematiche patriottiche con sculture monumentali, in stile neoclassico, ma con sempre più elementi espressivi romantici, arrivando ad una sintesi delle sue conoscenze artistiche nei monumenti celebrativi a Kutuzov e Barclay de Tolly (1829-1837), nella piazza della cattedrale di Kazan', a San Pietroburgo; tra le altre sue opere si ricordano le statue mitologiche, come Fauno, Paride, (Museo russo, San Pietroburgo),  quelle allegoriche, l'Angelo di bronzo (1831-1832) sovrastante la colonna Aleksandrovskaja e la porta Triumfalnye (1834-1838) tutte a San Pietroburgo.
Interessanti risultarono anche i suoi acquarelli e le litografie, raffiguranti scene argute di costume, oltre che l'Autoritratto (1809).
Nell'estate del 1837 Orlovskij sposò la figlia di un mercante di Mosca, ma pochi mesi dopo si ammalò di polmonite e il 28 dicembre 1837, morì.

## Opere
- Paride (1823-1829);
- Satiro (1823-1829);
- Satiro con baccante (1823-1829);
- Monumento a Kutuzov (1829-1837);
- Monumento a Barclay de Tolly (1829-1837);
- Gruppo Jan Usmar (1831);
- Angelo di bronzo (1831-1832);
- Porta Triumfalnye (1834-1838).

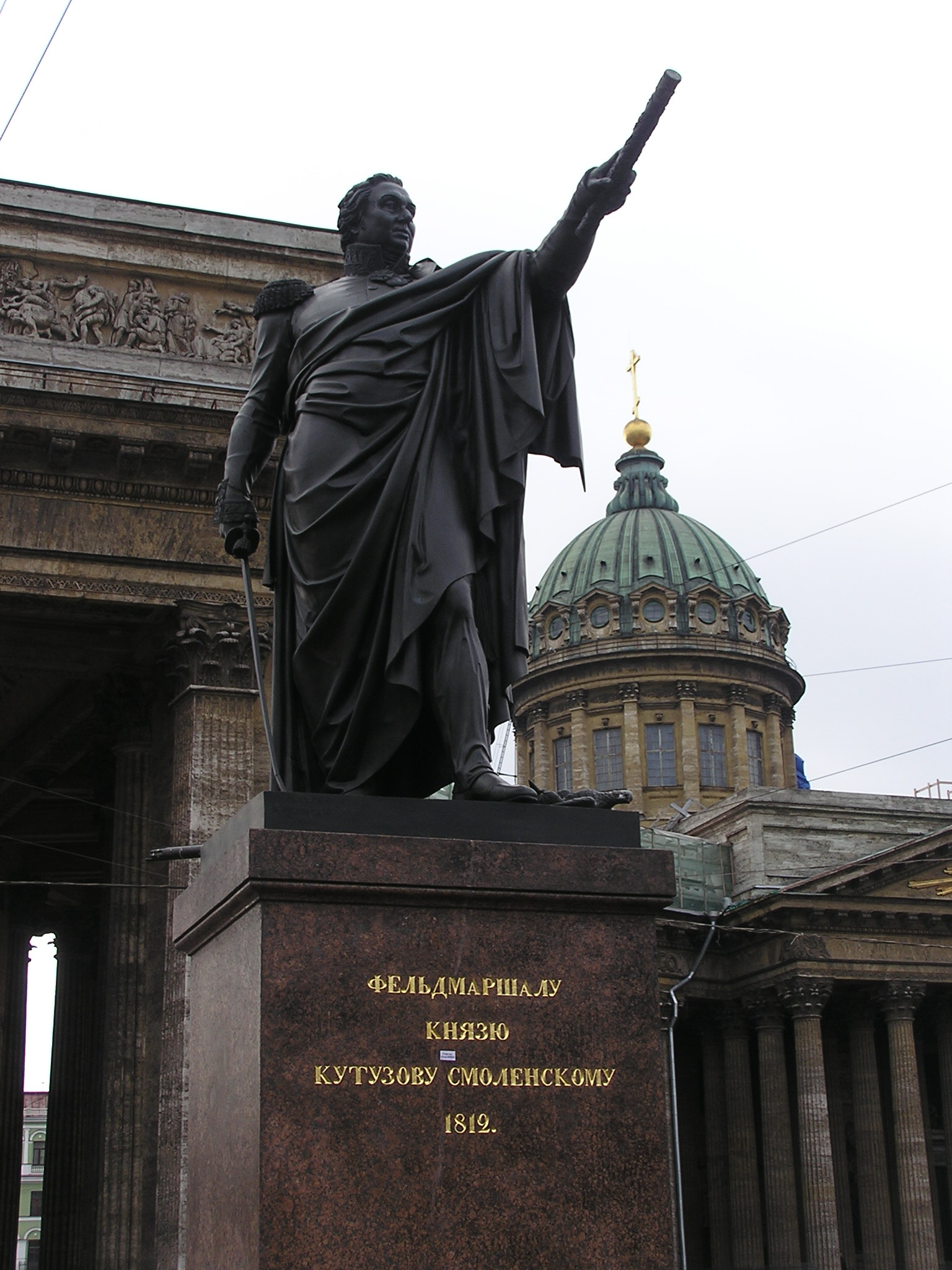
Monumento a Kutuzov (1829-1837), piazza della cattedrale di Kazan'
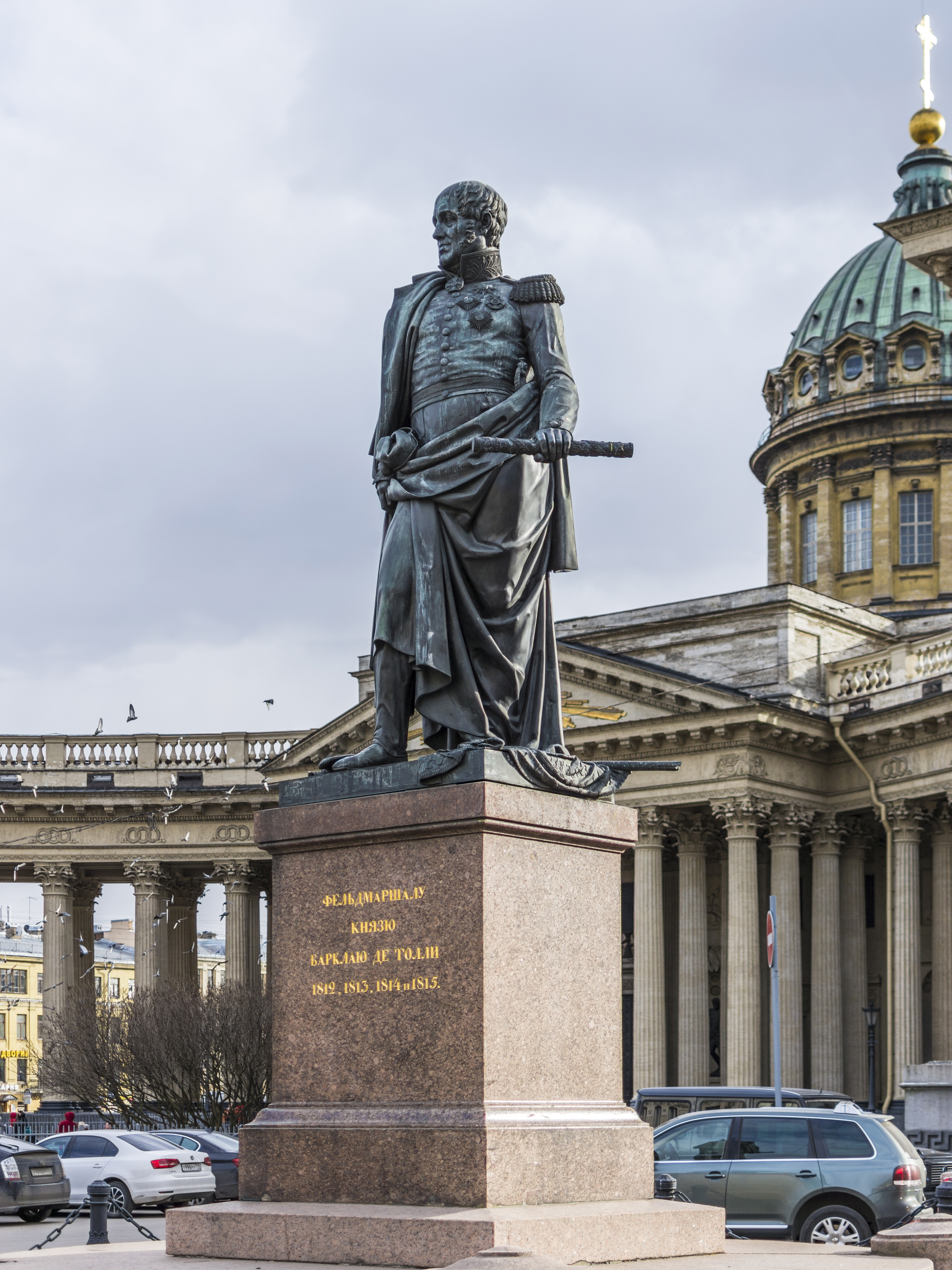
Monumento a Barclay de Tolly (1829-1837), piazza della cattedrale di Kazan'
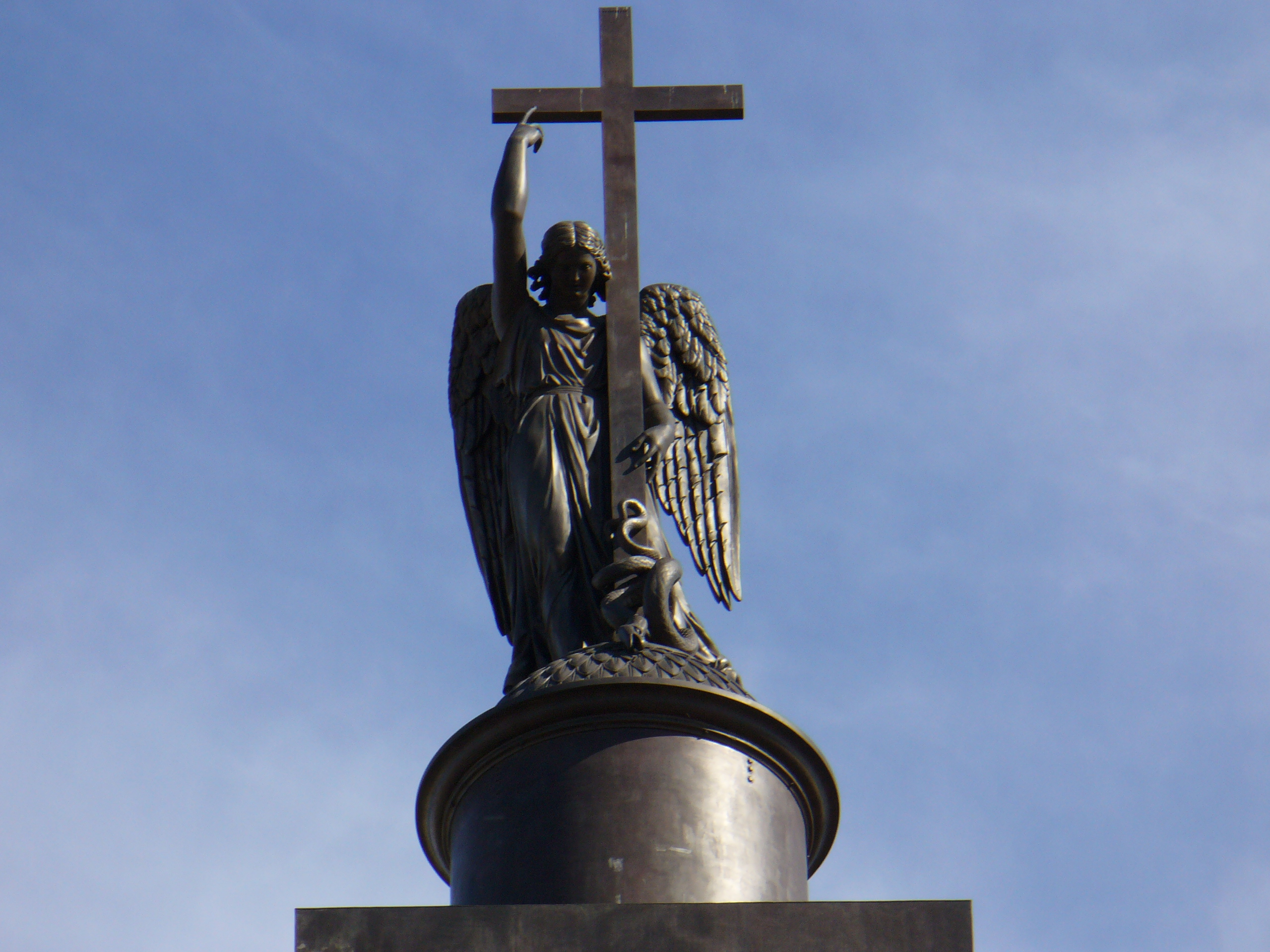
Angelo di bronzo (1831-1832) sovrastante la colonna Aleksandrovskaja
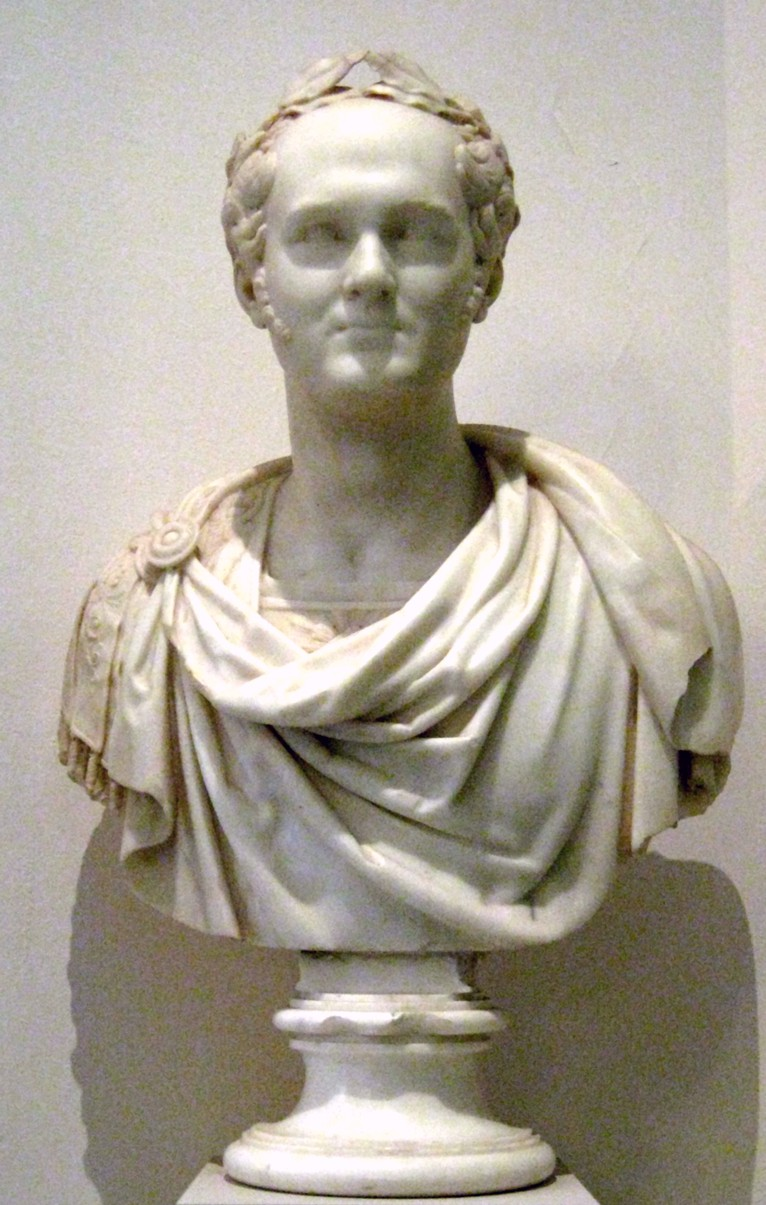
Busto di Alessandro I (1820)